# Glycymerididae
Glycymerididae zijn een familie van Tweekleppigen uit de orde Arcida.

## Geslachten
- Axinactis Mörch, 1861
- Glycymeris da Costa, 1778
- Glycymerita Finlay & Marwick, 1937 †
- Melaxinaea Iredale, 1930
- Tucetona Iredale, 1931